# Ельдорадо (альбом)
Ельдорадо — альбом львівського вокального колективу Піккардійська Терція.

## Перелік пісень
| #   | Назва                                      | Тривалість |
| --- | ------------------------------------------ | ---------- |
| 1.  | « Інтро»                                   | 0:37       |
| 2.  | «Загадкова»                                | 4:01       |
| 3.  | «Дороги»                                   | 4:40       |
| 4.  | «Ти Ніколи»                                | 3:03       |
| 5.  | «Полудніца»                                | 3:28       |
| 6.  | «Гей, Пливе Кача.»                         | 4:03       |
| 7.  | «Ельдорадо»                                | 4:00       |
| 8.  | «Вперто Іди»                               | 2:56       |
| 9.  | «Весільний Марш»                           | 3:02       |
| 10. | «Червоненький Бурячок»                     | 1:56       |
| 11. | «Ти На Землі - Людина»                     | 4:41       |
| 12. | «Львів»                                    | 3:34       |
| 13. | «Попурі №3»                                | 6:57       |
| 14. | «Нехай І Холод І Вітри... (Video Version)» | 3:48       |